# Maison provinciale du Brabant-Septentrional
Le Maison provinciale du Brabant-Septentrional (en néerlandais Provinciehuis van Noord-Brabant ) est un gratte-ciel de 103,5 mètres de hauteur sur 23 étages construit à Bois-le-Duc aux Pays-Bas de 1968 à 1971 .
C'est le seul gratte-ciel et le plus haut édifice de Bois-le-Duc. 
Les architectes sont Huig Maaskant, van Dommelen, Kroos en Senf. 
Il abrite le siège du gouvernement de la province du Brabant-Septentrional.
C'est l'un des deux plus anciens gratte-ciel des Pays-Bas.